# Grenivík
Grenivík är en ort i republiken Island.   Den ligger i regionen Norðurland eystra, i den norra delen av landet, 260 km nordost om huvudstaden Reykjavik. Grenivík ligger 82 meter över havet och antalet invånare är 278.
Terrängen runt Grenivík är varierad. Havet är nära Grenivík åt sydväst.  Trakten runt Grenivík är nära nog obefolkad, med mindre än två invånare per kvadratkilometer. Närmaste större samhälle är Dalvík, 16,1 km väster om Grenivík. Trakten runt Grenivík består i huvudsak av gräsmarker.